# Emma Hinze
Emma Hinze, född 17 september 1997, är en tysk tävlingscyklist som tävlar i bancykling.

## Karriär
Vid olympiska sommarspelen 2020 i Tokyo tog Hinze i lagsprinten. Hon har även tagit ett flertal VM-guld och EM-guld såväl individuellt som i lag. Vid OS 2024 tog hon brons med tyska laget i lagsprinten.